# Frieda Deschacht
Frieda Deschacht (1968) é uma política belga-flamenga e membro do Parlamento Flamengo por Vlaams Belang desde 2019.
O seu marido Christian Verougstraete foi membro do Parlamento Flamengo pelo Vlaams Blok e depois pelo Vlaams Belang. Deschacht também se tornou activa no partido e foi, de 2006 a 2012, eleita para o Conselho Provincial da Flandres Ocidental e serviu como conselheira em Ostende de 2007 a 2012. Ela foi eleita para o Parlamento Flamengo em 2019.